# GLAY HIGHCOMMUNICATIONS 2003
『GLAY HIGHCOMMUNICATIONS 2003』（グレイ・ハイ・コミュニケーションズ 2003）はGLAYが2003年9月26日にリリースしたライブ・ビデオ。

## 概要
2003年2月から5月にかけて行われたツアー、「GLAY HIGHCOMMUNICATIONS TOUR 2003」のビデオシューティングを、5月18日に「HIGHCOMMUNICATIONS TOUR 2003 for VIDEO SHOOTING」として横浜アリーナで収録。
翌年発売のアルバム『THE FRUSTRATED』から3曲と「CHILDREN IN THE WAR」をいち早く披露している。
初回限定生産でVHS版があり、GLAY最後のVHS作品でもある。

## 収録曲
DISC 1
1. OPENING
2. HIGHCOMMUNICATIONS
3. BROTHEL CREEPERS
4. ALL I WANT
5. 誘惑
6. 春を愛する人
7. girlish MOON
8. Way of Difference
9. ゆるぎない者達
10. HOWEVER
11. GIANT STRONG FAUST SUPER STAR
12. FATSOUNDS
13. COME ON!! 2003
14. いつか
15. Runaway Runaway
16. THINK ABOUT MY DAUGHTER
17. GLOBAL COMMUNICATION
18. CHILDREN IN THE WAR
19. pure soul
20. 航海
21. 17ans (Tour Mix Edit)
22. 彼女の“Modern…”
23. またここであいましょう
24. ENDING

DISC 2 (DVDのみ)
1. Tour Document
2. 彼女の"Modern..." (マルチアングル映像)